# Министерство генерального прокурора Австралии
Министерство генерального прокурора Австралии — министерство правительства Австралии, ответственное за проведение правительственной политики по поддержанию и улучшению системы законности и правосудия Австралии. Управляет и координирует деятельность отделов министерства и связанных с ними агентств.
Глава министерства — секретарь Министерства генерального прокурора (с сентября 2008 года — Роджер Уилкинс), подчиненный Генеральному прокурору Австралии (сенатор Джордж Брэндис — с 18 сентября 2013 года).
Министерство генерального прокурора — одно из семи федеральных министерств, основанных при создании Австралийского Союза 1 января 1901 года. Наряду с Министерством обороны и Казначейством непрерывно сохраняло первоначальное название и устав.

## Структура
Министерство делится на три группы, каждую из которых возглавляет один из заместителей секретаря.
- Гражданской юстиции и юридических служб;
- Национальной безопасности и криминальной юстиции;
- Стратегической политики и координации.

Группа стратегической политики и координации отвечает за задачи общего характера, координацию, финансовую и хозяйственную деятельность, деловое планирование и управление, кадры и информационные технологии. В ведении группы также находятся искусство, культура аборигенов, коллекции, культурное наследие, а также развитие творчества.
Группа национальной безопасности и криминальной юстиции отвечает за формирование политики национальной безопасности, управление в чрезвычайных ситуациях и при стихийных бедствиях, законность и правосудие в сфере национальной безопасности, уголовный розыск и международное сотрудничество в борьбе с преступностью.
Группа гражданской юстиции и юридических служб отвечает за доступность правосудия, программы и политику общественного участия, гражданское право, международное право и права человека. 

## Обязанности
- Закон и справедливость
  - Административное право
  - Альтернативное разрешение споров
  - Банкротство
  - Цензура
  - Конституционное право
  - Авторское право
  - Суды и трибуналы
  - Права человека
  - Программы законности и справедливости коренных народов
  - Международное право
  - Правовая реформа
  - Юридическая помощь
  - Разработка законопроекта
  - Брак и семейное право
  - Личная собственность и ценные бумаги
- Юридические услуги для Содружества
- Таможенный и пограничный контроль
- Ликвидация последствий стихийных бедствий

### Административное право
Генеральный прокурор отвечает за политику в области административного права. Его функции включают в себя надзор за Административным апелляционным трибуналом и законодательством.
Одобрение Генерального прокурора необходимо получить при внесении поправок в законы, за которые он несет ответственность, особенно следующие:
Закон об административных решениях 1977 года
Закон о Административном апелляционном трибунале 1975 года
Закон о судебной системе 1903 года
Закон о законодательных инструментах 2003 года
Административный надзорный совет при Генеральном прокуроре держит под надзором систему административного права Австралии и наблюдает за разработкой административного законодательства. Он учрежден согласно закону об Административном апелляционном трибунале 1975 года. Публикации совета - методический документ при принятии административных решений и рассмотрении административных дел.

### Альтернативное решение споров
Министерство генерального прокурора консультирует австралийские правительственные учреждения по проблемам и политике альтернативного решения споров.
В процессе альтернативного решения спора независимое третье лицо помогает людям разрешить их спор. Альтернативное решение спора не предусматривает судебных определений, решений, принятых судом или трибуналом.
В октябре 1995 года был учрежден независимый экспертный совет при Генеральном прокуроре - Национальный консультативный совет по альтернативному решению споров (NADRAC). Он не был утвержден законодательно и прекратил своё существование в конце 2013 года, согласно общеправительственному решению об упрощении правительственной деятельности. NADRAC внес существенный вклад в развитие и продвижение процедур альтернативного решения споров в Австралии.
Межведомственная группа по альтернативному решению споров обсуждает проблемы решения споров, особенно касающихся австралийских правительственных учреждений. Группа обеспечивает учреждениям возможность работать совместно, использовать знания о политике и других инициативах в сфере альтернативного решения споров.
Указания юридическим службам 2005 года являются рядом обязательных правил, выпущенных Генеральным прокурором для юристов Австралии.
Указания требуют, чтобы учреждения действовали как образцовые истцы в плане:
рассмотрения иных методов решения спора до начала судопроизводства;
отказа от судопроизводства при наличии более уместных методов разрешения спора.

### Банкротства
Генеральный прокурор отвечает за политику банкротства и соблюдение закона о банкротстве 1966 года. Непосредственное администрирование и регулирование австралийской системы банкротства осуществляет подчиненное министерству Австтралийское агентство финансовой безопасности.

### Конституционное право
Министерство генерального прокурора оказывает помощь и дает консультации правительству по вопросам развития конституционной политики и судебных разбирательств в сфере конституционного права, в том числе консультирует по вопросам изменения Конституции Австралии. Министерство консультирует правительство и помогает ему в конституционных вопросах, имеющих общие последствия для федерации.

### Суды и трибуналы
Министерство консультирует правительство по вопросам федеральных судов, в том числе: 
- распределения юрисдикции по судам и связанным с этим проблемам
- функций, структуры и администрирования федеральных судов
- судебных действий и средств
- вопросам, возникающим в сфере законодательной деятельности, касающимся федеральных судов и судебных органов
- судебным и другим законодательно установленным назначениям в федеральные суды
- ограничений и условий, применимых к федеральным судебным органам.

### Законность и правосудие в отношении аборигенов
Министерство консультирует правительство по вопросам правовой политики в отношении аборигенов. Оно непосредственно осуществляет следующие программы в сфере законности и правосудия, направленные на защиту их интересов:
- Программа аборигенной юстиции — реабилитирует заключенных и задержанную молодежь и минимизирует контакты с системой криминальной юстиции
- Юридическая служба предотвращения семейного насилия — обеспечивает соответствующую культурным особенностям помощь аборигенам — жертвам семейного насилия и сексуальных посягательств
- Программа юридической помощи и реформы управления аборигенами — предлагает высококачественные, культурно-зависимые и доступные услуги юридической помощи
- Служба переводов аборигенов Северной территории
- Награда профессиональным юристам-аборигенам и премии аборигенам-студентам юридических факультетов
- Ночной патруль общин Северной территории
- Форум аборигенной юстиции среди высших должностных лиц государственной правоохранительной системы.